# Lista de presidentes da Guiné-Bissau
Lista de Chefes de Estado de Guiné-Bissau:
(as datas em itálico indicam posse de facto)
| №  | Foto | Chefe de Estado          | Duração                                                                                | Partido                                    |
| -- | ---- | ------------------------ | -------------------------------------------------------------------------------------- | ------------------------------------------ |
| 1  |      | Luís Cabral              | 24 de setembro de 1973 — 14 de novembro de 1980                                        | PAIGC                                      |
| 2  |      | João Bernardo Vieira     | 14 de novembro de 1980 — 14 de maio de 1984                                            | PAIGC/Militar                              |
| 3  |      | Carmen Pereira           | 14 de maio de 1984 — 16 de maio de 1984                                                | PAIGC                                      |
| 4  |      | João Bernardo Vieira     | 16 de maio de 1984 — 29 de setembro de 1994 29 de setembro de 1994 — 7 de maio de 1999 | PAIGC                                      |
| 5  |      | Ansumane Mané            | 7 de maio de 1999 — 14 de maio de 1999                                                 | Militar                                    |
| 6  |      | Malam Bacai Sanhá        | 14 de maio de 1999 — 17 de fevereiro de 2000                                           | PAIGC                                      |
| 7  |      | Kumba Ialá               | 17 de fevereiro de 2000 — 14 de setembro de 2003                                       | Partido de Renovação Social (Guiné-Bissau) |
| 8  |      | Veríssimo Correia Seabra | 14 de setembro de 2003 — 28 de setembro de 2003                                        | Militar                                    |
| 9  |      | Henrique Rosa            | 28 de setembro de 2003 — 1 de outubro de 2005                                          | Independente                               |
| 10 |      | João Bernardo Vieira     | 1 de outubro de 2005 — 2 de março de 2009                                              | Independente                               |
| 11 |      | Raimundo Pereira         | 2 de março de 2009 — 8 de setembro de 2009                                             | PAIGC                                      |
| 12 |      | Malam Bacai Sanhá        | 8 de setembro de 2009 — 9 de janeiro de 2012                                           | PAIGC                                      |
| 13 |      | Raimundo Pereira         | 9 de janeiro de 2012 — 12 de abril de 2012                                             | PAIGC                                      |
| 14 |      | Mamadu Ture Kuruma       | 12 de abril de 2012 — 11 de maio de 2012                                               | Militar                                    |
| 15 |      | Manuel Serifo Nhamadjo   | 11 de maio de 2012 — 22 de junho de 2014                                               | Independente                               |
| 16 |      | José Mário Vaz           | 23 de junho de 2014 — 23 de junho de 2019                                              | PAIGC                                      |
| 17 |      | Cipriano Cassamá         | 23 de junho de 2019 – 25 de junho de 2019                                              | PAIGC                                      |
| 18 |      | José Mário Vaz           | 25 de junho de 2019 – 27 de junho de 2019                                              | PAIGC                                      |
| 19 |      | Cipriano Cassamá         | 27 de junho de 2019 — 29 de junho de 2019 —                                            | PAIGC                                      |
| 20 |      | José Mário Vaz           | 29 de junho de 2019 — 27 de fevereiro 2020                                             | PAIGC                                      |
| 21 |      | Cipriano Cassamá         | 27 de fevereiro — 1 de março 2020                                                      | PAIGC                                      |
| 22 |      | Umaro Sissoco Embaló     | 2020 — 2021                                                                            | MADEM                                      |
| 23 |      | Nuno Gomes Nabiam        | 2 de junho de 2021 — 29 de junho de 2021                                               | MADEM                                      |
| 24 |      | Umaro Sissoco Embaló     | 2021 — 2022                                                                            | MADEM                                      |
| 25 |      | Cipriano Cassamá         | 2022 — 2022                                                                            | PAIGC                                      |
| 26 |      | Umaro Sissoco Embaló     | 2022 — presente                                                                        | MADEM                                      |